# Polyporus durus
Polyporus durus är en svampart som först beskrevs av Timm, och fick sitt nu gällande namn av Kreisel 1984. Polyporus durus ingår i släktet Polyporus och familjen Polyporaceae.   Inga underarter finns listade i Catalogue of Life.